# Tânia Alves
Tânia Maria Rego Alves (Rio de Janeiro, 12 de setembro de 1949) é uma atriz e cantora brasileira. Tânia vive no Rio de Janeiro (RJ), Brasil.

## Carreira
Estreou em 1971 como atriz no teatro mambembante como membro do Grupo Chegança. Apesar de ser carioca, ficou conhecida com papeis nordestinos, destacando-se nas minisséries Lampião e Maria Bonita, Bandidos da Falange e Tenda dos Milagres e nas telenovelas Ti Ti Ti, Pantanal, Pedra sobre Pedra, Tocaia Grande e Mandacaru. Além disso, Tânia é cantora, tendo lançado diversos álbuns desde 1980. Em 2005, após cinco anos dedicando-se a música, retornou às novelas em um dos papeis centrais de Essas Mulheres, na RecordTV, interpretando a antagonista Firmina.
Em fevereiro de 2017, foi confirmada como participante do reality Dancing Brasil, exibido pela RecordTV, sendo a 6ª eliminada da competição.

## Filmografia

### Televisão
| Ano  | Título                             | Personagem               | Notas                                | Emissora      |
| ---- | ---------------------------------- | ------------------------ | ------------------------------------ | ------------- |
| 1978 | Sítio do Pica-pau Amarelo          | Vidinha                  | Episódio: "Reinação Atômica"         | Rede Globo    |
| 1981 | Morte e Vida Severina              | Comadre Peristina        |                                      | Rede Globo    |
| 1982 | Lampião e Maria Bonita             | Maria Bonita             |                                      | Rede Globo    |
| 1983 | Bandidos da Falange                | Glória                   |                                      | Rede Globo    |
| 1985 | Armação Ilimitada                  | Odete Carreira           | Episódio: "A Outra"                  | Rede Globo    |
| 1985 | Tenda dos Milagres                 | Ana Mercedes             |                                      | Rede Globo    |
| 1985 | Ti Ti Ti                           | Clotilde Assunção        |                                      | Rede Globo    |
| 1990 | Pantanal                           | Filó (jovem)             |                                      | Rede Manchete |
| 1992 | Pedra sobre Pedra                  | Lola                     |                                      | Rede Globo    |
| 1993 | Você Decide                        | Luma                     | Episódio: "Chofer de Táxi"           | Rede Globo    |
| 1995 | Tocaia Grande                      | Júlia Saruê              |                                      | Rede Manchete |
| 1997 | Mandacaru                          | Severina Dantas          |                                      | Rede Manchete |
| 1998 | Brida                              | Mercedes                 | Episódios: "20–23 de outubro"        | Rede Manchete |
| 1999 | Tiro e Queda                       | Dolores                  | Episódios: "8–27 de novembro"        | RecordTV      |
| 2000 | Marcas da Paixão                   | Josefa Pereira (Zefinha) |                                      | RecordTV      |
| 2001 | A Grande Família                   | Maria Tereza             | Episódio "A Desquitada da Freguesia" | Rede Globo    |
| 2001 | O Clone                            | Norma                    |                                      | Rede Globo    |
| 2003 | Carga Pesada                       | Neuza                    | Episódio: "Caminhos Cruzados"        | Rede Globo    |
| 2005 | Essas Mulheres                     | Firmina Mascarenhas      |                                      | RecordTV      |
| 2007 | Amazônia, de Galvez a Chico Mendes | Dos Anjos                |                                      | Rede Globo    |
| 2010 | Araguaia                           | Pérola Simões            |                                      | Rede Globo    |
| 2011 | Laços de Sangue                    | Carcereira               | Episódio: "2 de agosto"              | SIC           |
| 2013 | Belmonte                           | Nívea                    | Episódios: "6–7 de março"            | TVI           |
| 2013 | Sinais de Vida                     | Leonor                   |                                      | RTP1          |
| 2014 | Jardins Proibidos                  | Leonora                  |                                      | TVI           |
| 2017 | Amor Maior                         | Graça                    | Episódio: "8 de fevereiro"           | SIC           |
| 2017 | Dancing Brasil                     | Participante             | Temporada 1                          | RecordTV      |
| 2021 | Bugados                            | Samira                   | Episódio: "O Bug do Pequeno Biller"  | Gloob         |
| 2023 | Olhar Indiscreto                   | Vitória                  |                                      | Netflix       |
| 2025 | Três Graças                        | Amaralina Ferreira       |                                      | Rede Globo    |

### Cinema
| Ano  | Título                                        | Personagem        |
| ---- | --------------------------------------------- | ----------------- |
| 1977 | Emanuelle Tropical                            | Sra. Gerald       |
| 1977 | Morte e Vida Severina                         | Cigana            |
| 1977 | Trem Fantasma                                 | Sílvia            |
| 1979 | Bachianas Brasileiras: Meu Nome É Villa-Lobos | —                 |
| 1979 | Loucuras, o Bumbum de Ouro                    | Morena bonita     |
| 1980 | Cabaret Mineiro                               | Avana             |
| 1981 | O Olho Mágico do Amor                         | Penélope          |
| 1983 | O Cangaceiro Trapalhão                        | Dona Maria Bonita |
| 1983 | O Mágico e o Delegado                         | Paloma            |
| 1983 | Parahyba Mulher Macho                         | Anayde Beiriz     |
| 1984 | Onda Nova                                     | Helena            |
| 1984 | Sole nudo                                     | Regina            |
| 1990 | Lambada                                       | —                 |
| 1991 | A República dos Anjos                         | Santa Dica        |
| 1998 | A Hora Mágica                                 | Lília Cantarelli  |
| 2022 | O Aniversário do Seu Lair                     | Capeta            |
| 2023 | TPM! Meu Amor                                 | Claudine          |
| 2024 | Senhoritas                                    | Luci              |

## Teatro[10]
- 1973 - O Rapto das Cebolinhas
- 1974 - Reinações de Monteiro Lobato
- 1975/1976 - Viva o Cordão Encarnado
- 1977 - Dois Pontos
- 1979 - Da Lapinha ao Pastoril
- 1979 - O Fado e a Sina de Mateus e Catirina
- 1980 - Calabar, o Elogio da Traição
- 1982/1983 - Teatro do Ornitorrinco Canta Brecht e Weill
- 1993 - Detalhes Tão Pequenos de Nós Dois
- 2005 - Os Monólogos da Vagina
- 2007 - Tieta do Agreste - O Musical
- 2011 - Palavra de Mulher
- 2013 - Ary Barroso - Do Princípio ao Fim
- 2013 - Mulheres Alteradas
- 2020 - Allan Kardec – Um Olhar para a Eternidade

## Discografia

### Álbuns de estúdio
- Bandeira - 1980
- Novos Sabores - 1983
- Dona de Mim - 1986
- Tânia Alves - 1987
- Brasil - 1988
- Folias Tropicais - 1989
- Humana - 1992
- Amores e Boleros vol 1 - 1995
- Amores e Boleros vol 2 - 1996
- Amores e Boleros Vol 3 - 1997
- Me Deixas Louca - 1998
- Coração de Bolero - 1999
- Todos os Forrós - 2000
- De Bolero em Bolero - 2001
- Bossas e Boleros - 2003

### Álbuns ao vivo
- De Bolero em Bolero: Ao Vivo - 2005
- Palavra de Mulher - 2015